# Concrete Jungle: The Music of Bob Marley
Concrete Jungle: The Music of Bob Marley est le second album « hommage » que rend le pianiste jamaïcain Monty Alexander au chanteur et compositeur Bob Marley. Pour cet opus, l'artiste à de nouveau ré-enregistré 11 titres extrait du répertoire du musicien reggae, en apportant la virtuosité et la vivacité du jazz à chaque interprétation.

## Pistes de l'album
1. Africa Unite - 4:42
2. Concrete Jungle - 5:23
3. No More Trouble - 6:24
4. War - 4:52
5. Babylon System - 5:36
6. Forever Lovin' Jah - 6:47
7. Crazy Baldheads - 6:54
8. Chant Down Babylon - 4:35
9. Simmer Down - 4:44
10. Trench Town - 5:21
11. Three Little Birds - 3:51
12. Selam - 1:42

## Crédits
- Monty Alexander : piano, melodica
- Herlin Riley : batterie
- J.J. Wiggins : basse acoustique
- Courtney Panton : basse électronique
- Wayne Armond : guitare, chœurs
- Othniel Lewis : clavier
- Dean Fraser : saxophone
- Dwight Richards : trompette
- Delfeayo Marsalis : trombone
- Luciano : chœurs